# (1567) Аликоски
(1567) Аликоски (фин. Alikoski) — типичный астероид главного пояса, который был открыт 22 апреля 1941 года финским астрономом Ирьё Вяйсяля в обсерватории Турку и назван в честь другого финского астронома и первооткрывателя астероидов Хейкки Аликоски.

Орбита астероида Аликоски и его положение в Солнечной системе
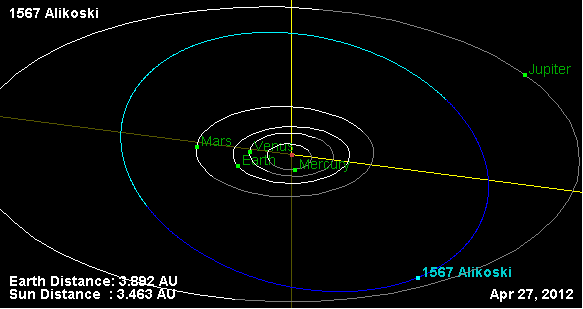
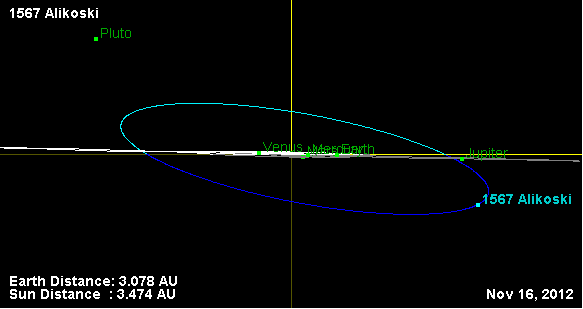